# تیغچه‌دم ویلکابامبا
تیغچه‌دم ویلکابامبا (نام علمی: Asthenes vilcabambae) گونه‌ای از پرندگان در زیرتیرهٔ Furnariinae از تیرهٔ تنورمرغان (Furnariidae) است. این گونه بومی کوه‌های ویلکابامبا در پرو است.